# 14605 Hyeyeonchoi
14605 Hyeyeonchoi este un asteroid din centura principală de asteroizi.

## Descriere
14605 Hyeyeonchoi este un asteroid din centura principală de asteroizi. A fost descoperit pe 26 septembrie 1998 la Socorro, New Mexico, în cadrul proiectului LINEAR. Asteroidul prezintă o orbită caracterizată de o semiaxă mare de 2,26 ua, o excentricitate de 0,12 și o înclinație de 4,6° în raport cu ecliptica.